# Анастасьевка (Житомирская область)
Анастасьевка (укр. Анастасівка) — село на Украине, основано в 1898 году, находится в Новоград-Волынском районе Житомирской области.
Население по переписи 2001 года составляет 62 человека. Почтовый индекс — 11714. Телефонный код — 4141. Занимает площадь 0,393 км².

## Адрес местного совета
11747, Житомирская область, Новоград-Волынский р-н, с. Лучица